# 爱德华·霍巴特·西摩尔
爱德华·霍巴特·西摩尔（Edward Hobart Seymour，1840年4月30日—1929年3月2日），英国海军元帅。曾参与克里米亚战争，第二次鸦片战争以及八国联军之役。

## 早年经历
1840年4月30日生于沃里克郡金沃顿。祖父是海军少将，父亲是当地教区长老，他于1852年13岁时加入英国海军，不久考入朴茨茅茨的英国皇家海军学院，旋即被派往地中海的一艘军舰上服役，1854-1856年参加英法联军对俄国的克里米亚战争，1857年，他作为中尉见习生，参加英法侵华的第二次鸦片战争，在其伯父，英国东方舰队司令司令迈克尔·西摩尔爵士的旗舰上服役。参加进攻广东沿海和侵占广州的行动，翌年，他随舰队北上白河口，参加第一次大沽之战，战后因中暑被送回英国。1860年，英法重启战端，西摩尔重返中国并被提升为上尉，参加了第三次大沽口之战。《北京条约》签订后，曾随舰队游弋长江，并访问了太平天国的首都——南京。1862年在浙江与太平军作战，参加了攻占宁波和嘉定的战役。
1863年回英国，在任朴茨茅次海军司令的伯父麾下当参谋。1866年升为中校。1869年任一艘炮艇的指挥官，前往西非沿岸执行任务，第二年在刚果作战时，因腿部负伤被送回英国。1873年晋级上校。1879年入鱼雷学院学习。1880年在地中海指挥一艘巡洋舰。1882年，埃及爆发阿拉比反英起义，他率舰守卫苏伊士运河。1889年他晋升少将。1892年任海峡分舰队副司令，后备舰队司令。1895年晋升中将.

## 参与八国联军
1897年底，他被任命为英国驻华舰队司令，旗舰百夫长号。1900年中国爆发庚子拳亂，义和团自稱刀槍不入，四處傷害洋人、拆除教堂，5、6月间，义和团运动迅速发展到直隶，面对这种反外国人的风潮，6月6日，英国海军部向西摩尔发出训令，要他在驻京英使馆和英国人发生危险时，与其他各国舰队司令联合采取“适当可行的措施”，于是西摩尔将舰队集中于大沽口，并邀请各国舰队高级军官到他的舰上举行会议，商讨局势并安排在必要的情况下采取一致行动。
这时，义和团已经大举进入北京，京津之间的铁路已经被附近的义和团拔毁多处，列强公使连日召开会议商讨对策，1900年6月9日下午和晚上，在大沽口的西摩尔两次接到英国公使窦纳乐发自北京的电报：“局势十分严重，如果不准备立即进军北京，便太迟了”，西摩尔连夜召集各国海军将领商讨，决定立即采取军事行动。同时英国驻天津的英国总领事贾礼士（William Richard Carles）邀请各国领事开会，决定组成联军保卫使馆，并致电清政府要求修复铁路和提供运兵火车。
1900年6月10日9时，联军第一批部队500人在天津火车站上车向北京出发，由于西摩尔的军衔最高，因此被推举为联军司令。第二批援军600人于当天下午出发，到12日为止，联军共有英、俄、德、法、美、日、意、奥八国军队二千余人，另有俄军1700人13日从大沽口登陆，企图追赶联军而被义和团所阻，只得退守天津火车站。西摩尔对这次行动估计乐观，他原以为只要几个小时，最多不过一天就能到达北京，但由于边修路边前进，当天晚上，火车才到达落垡车站；11日下午到达廊坊，由于前方铁路被毁，火车只得停止前进。正当联军派人下车修复铁路时，几百名义和团手持枪支和大刀长矛等冲向联军乘坐的列车，西摩尔的联军陷入义和团的围攻之中，在以后的几天中，不断增援的义和团伤亡很大，但联军始终未能冲破他们的包围。此时，西摩尔才感到形式远非他想象的那样乐观。据他观察，义和团“很少怯懦，更多的是爱国心和信念”。到16日，联军给养断绝，西摩尔决定先退回杨村，再设法乘船沿运河北上。
当他率大部分联军撤出廊坊后，18日后卫部队遭到义和团和北京赶来的3000甘军的围攻，后卫伤亡很大，随后义和团和甘军又赶到杨村、围攻西摩尔联军，联军完全“陷入孤立，没有运输和前进的工具，并且和后方根据地隔断，伤亡不断增加，再乘船北进已不可能。西摩尔20日决定沿运河撤回天津。败师如鼠、一路上联军几乎遭到每个村庄（义和团）的抵抗，迫使他们不得不昼伏夜行，于23日逃到天津西沽，占领了西沽武库。义和团联合武库守军向联军发起进攻，西摩尔联军虽然从武库获得武器和给养，却又再陷重围无法脱身。西摩尔基础派人到天津租界求援，25日以俄军为主的2000援军赶到武库，才解了西摩尔联军之围。次日，西摩尔放火烧毁武库，撤回天津租界。这次行动，西摩尔联军战死62人，受伤235人，占西摩联军总人数的14%（史称廊坊大捷），西摩尔后来回忆，”如果义和团完全使用现代枪炮的话，那么我率领的联军必将全军覆灭（万国公报·辛丑年正月）。
此后一个月，西摩尔一直困守天津租界。期间曾组织联军固守租界。1900年7月14日，八国联军在俄国海军将领叶夫根尼·伊万诺维奇·阿列克谢耶夫指挥下攻陷天津。这时的作战主力是已经是日俄两军。26日，西摩尔由大沽口乘船到达上海，当时，英国驻上海的领事已经和两江总督刘坤一和湖广总督张之洞达成了东南互保协定，镇压当地的义和团运动，但英国仍然希望扩大在长江流域的军事存在，8月1日，西摩尔抵达南京，和刘坤一商谈，15日，北方的八国联军攻陷北京，以慈禧太后为首的清政府逃难西安。这时西摩尔仍在南方，18日，从香港抽调的3000英军登陆上海，英国军舰游弋长江。9月27日德国元帅瓦德西来到天津，成为联军主帅，这时西摩尔回到北方，在9月到10月，指挥海军占领山海关、秦皇岛，这时俄军17万已经分兵六路开始抢占东北的行动。11月下旬，西摩尔携上海总领事霍必澜再次溯长江而上，到达武昌会见张之洞，主要谈东南各省经长江运送白米、白银、軍火供应西安行在，并威胁张之洞，西安各物足用，朝廷无意讲和乎，若不和，必断长江接济（见张文襄公电稿第433卷）。

## 晚年生活
西摩尔在中国的失败是举世皆知的，但在英国却大受褒奖。1901年3月晋升上将，同年8月卸任回国，授予巴斯大十字勋章。1903-1905年任德文波特海军总司令，1905年授海军元帅军衔。1906年获得维多利亚大十字勋章。1909年率英国舰队访问美国波士顿。1910年退役。1929年3月2日，死于梅登黑德寓所，享年88岁。著有《我的海军生涯和旅行游记》。他终身未婚，亦无子女。